# Euprenolepis procera
Euprenolepis procera är en myrart som först beskrevs av Carlo Emery 1900.  Euprenolepis procera ingår i släktet Euprenolepis och familjen myror. Inga underarter finns listade i Catalogue of Life.